# Akáciarigó
Az akáciarigó  (Psophocichla litsipsirupa) a madarak osztályának verébalakúak (Passeriformes) rendjébe és a rigófélék (Turdidae) családjába tartozó Psophocichla nem egyetlen faja.

## Rendszerezése
A fajt Andrew Smith skót zoológus írta le 1836-ban, a Merula nembe Merula litsitsirupa néven. Egyes szervezetek a Turdus nembe sorolják Turdus litsitsirupa néven.

## Alfajai
- Psophocichla litsitsirupa litsitsirupa (A. Smith, 1836)
- Psophocichla litsitsirupa pauciguttata (Clancey, 1956)
- Psophocichla litsitsirupa simensis (Rüppell, 1837)
- Psophocichla litsitsirupa stierlingi (Reichenow, 1900)[2]

## Előfordulása
Afrika déli részén, Angola, Botswana,  a Dél-afrikai Köztársaság, a Kongói Demokratikus Köztársaság, Malawi, Mozambik, Namíbia, Szváziföld, Tanzánia, Zambia és Zimbabwe területén honos.
Természetes élőhelyei a szubtrópusi vagy trópusi száraz erdők, füves puszták és cserjések, valamint legelők, ültetvények, szántóföldek és vidéki kertek. Állandó, nem vonuló faj.

## Megjelenése
Testhossza 22 centiméter, testtömege 67-84 gramm.
|  |

## Életmódja
Rovarokkal, pókokkal, csigákkal, földigilisztákkal és gyümölcsökkel táplálkozik.

## Szaporodása
Csésze alakú fészkét növényekből és pókhálóból készíti, amelyet tollal bélel. Fészekalja 3–4 tojásból áll, melyen 14–15 napig kotlik.

## Természetvédelmi helyzete
Az elterjedési területe rendkívül nagy, egyedszáma viszont ismeretlen. A Természetvédelmi Világszövetség Vörös listáján nem fenyegetett fajként szerepel.